# Chester (Montana)
Chester város az USA Montana államában, Liberty megyében, melynek megyeszékhelye is. Lakosainak száma 847 fő (2010. április 1.).

## Népesség
A település népességének változása:

| 2010 | 847 |